# Jean Van Cleemput
Jean Van Cleemput, né à Bruxelles le 6 mai 1881 et mort à Berchem-Sainte-Agathe le 27 juin 1948, est un peintre, dessinateur, graveur et caricaturiste belge.
Son champ pictural couvre les paysages, les marines, les vues urbaines, les natures mortes et également les fleurs. Le MoMuse à Molenbeek-Saint-Jean, les commune d'Auderghem et d'Uccle et le Musée des Beaux-Arts de Reims conservent ses œuvres.

## Biographie

### Famille
Jean (Jean Baptiste) Van Cleemput, né Quai aux Pierres de taille no 8 à Bruxelles, est le fils de Désiré Van Cleemput (1845), fabricant de tabac, cigarier, puis cabaretier, natif de Hamme, et de Pauline Vander Perren (1852), native de Lennik-Saint-Martin. Jean Van Cleemput épouse le 31 octobre 1904 à Bruxelles Jeanne Joséphine Brusselmans, ouvrière tailleuse, (née le 4 septembre 1883 à Bruxelles), sœur du peintre Jean Brusselmans et du compositeur Michel Brusselmans. Leur fils Paul Van Cleemput est également artiste visuel.

### Carrière
Étudiant à l'Académie royale des beaux-arts de Bruxelles, auprès du peintre Constant Montald, Jean Van Cleemput se perfectionne à Paris, à partir de 1898 et devient durant quelques années restaurateur au Musée du Louvre. De retour à Bruxelles, il reçoit, en 1901 le prix de paysage décerné par l'Académie. Au cours de la Première Guerre mondiale, il se réfugie en Grande-Bretagne, où il peint.
Tenu éloigné du monde artistique, depuis 1940, en raison d'une longue maladie, Jean Van Cleemput meurt le 27 juin 1948, à l'âge de 67 ans, à Berchem-Sainte-Agathe.

## Œuvre

### Caractéristiques
Son champ pictural couvre les paysages, les marines, les vues urbaines, les natures mortes et également les fleurs. 
Jean Van Cleemput expose Le Fléau, inspiré du vers La Mort a cheminé longtemps d'Émile Verhaeren au Salon de Bruxelles de 1907 et Rieuse au Salon de Bruxelles de 1914.
De facture réaliste, son œuvre évolue vers le fauvisme et l'expressionnisme. Dessinateur de caractère, il se révèle comme un coloriste à la fois habile et énergique. Il se spécialise dans l'interprétation héroïque des gestes du travail populaire et y apporte un certain pathétique en représentant des faucheurs, des bergers campinois ou des pêcheurs dans les paysages de sable ou de mer mouvante auxquels il confère de la grandeur et de l'accent.
En 1926, il est membre fondateur de l'Association des xylographes belges et expose aux salons organisés par la société jusqu'en 1931.
Jean Van Cleemput est également l'un des représentants de la gouaille et du folklore villageois. Membre du cercle La Mine souriante, il expose régulièrement ses caricatures et ses dessins, parfois accompagnés de légendes en dialecte marollien, aux salons des humoristes organisés à Bruxelles dans les années 1930.

### Collections muséales
- MoMuse à Molenbeek-Saint-Jean : L'Église de Berchem-Sainte-Agathe (s.d.), huile sur toile[9].
- Commune d'Auderghem : Rue du Moulin (fusain), La Rue du Vieux Moulin (1913) (dessin), Rue des Villageois (1914) (dessin)[9].
- Commune d'Uccle : La Ferme rose le dimanche (peinture)[9].
- Musée des Beaux-Arts de Reims : Les Haleurs (s.d.), huile sur toile, 73 × 97,7 cm, inventaire no 946.6.59, don de L'Idée française à l'étranger, section belge en 1946[10].